# Praestigia pini
Praestigia pini là một loài nhện trong họ Linyphiidae.
Loài này thuộc chi Praestigia. Praestigia pini được Herman Theodor Holm miêu tả năm 1950.